# Neoraputia trifoliata
Neoraputia trifoliata är en vinruteväxtart som först beskrevs av Adolf Engler, och fick sitt nu gällande namn av Emmerich och Kallunki. Neoraputia trifoliata ingår i släktet Neoraputia och familjen vinruteväxter. Inga underarter finns listade i Catalogue of Life.